# 蒼乃むすび
蒼乃 むすび（あおの むすび、3月14日-）は、日本の女性声優。主にアダルトゲームに声をあてている。

## 経歴
2017年に『催眠学園2年生』の近里 さやか役でデビューを果たす。このキャラクターはサブキャラクターでありながら、催眠によってエッチな目に遭うという難役であり、蒼乃はアダルトゲーム雑誌『BugBug』による2023年のインタビューの中で、過去に催眠もののアダルトゲームを遊んだことがあるとはいえ、いざ収録となるとどのような演技が正解かわからず、がむしゃらに演技したと振り返っている。
翌年の2018年にはまどそふとの『ラズベリーキューブ』の狩野みなと役でメインヒロインを演じた。蒼乃は『BugBug』とのインタビューの中で、普段の自分とはかけ離れた役柄だったため、このようなキャラクターを演じてもよいと思えた仕事だったと振り返っており、同作がきっかけでオファーが増えたとも話している。
蒼乃は『ラズベリーキューブ』以外に自分の中で新たな引き出しが生まれた作品として『ペトリコール -Petrichor-』（2019年）を挙げている。この作品は主人公をめぐる2人の少女の微妙な関係を描いた物語であり、蒼乃は親友の恋人である主人公と関係を持ってしまう白川灯里というヒロインを演じている。蒼乃はキャラクターのリアルさに加え、ささやき声で演じる場面が多く、美少女ゲームのキャラクターというよりは完成度の高い作画のアニメのキャラクターを演じているような感じだったと語っており、これまでに経験したことがない作品だったのも印象に残っている理由かもしれないと話している。
蒼乃は『BugBug』とのインタビューの中で、アダルトゲームだけでなく、凌辱系の漫画も読んでおり、そのような作品への出演も好きだと話している。蒼乃はどのような作品でもゲームが進む中で変化があるとしたうえで、凌辱系はどんどん快楽堕ちしていくので、リップ音一つにしても堕ちたと感じられるようにしているという。一方、純愛ものは本気で好きになったことを意識して声を当てているという。このような演技術は養成所で学んだというよりはむしろゲームで遊んでいたからある程度理解できたと蒼乃は話している。

## 出演
太字はメインキャラクター。

### テレビアニメ
- 悶えてよ、アダムくん（2024年、姫乃朱莉[2]）

### OVA
- 濡れ透けJ〇雨宿りレ×プ(少女)
- Rune'sPharmacy～ティアラ島のお薬屋さん～(エルネール・オデット)
- 愛聖天使ラブメアリー～悪性受胎～ THE ANIMATION(真尋 ゆり)
- マスターピース THE ANIMATION 第2巻
- 催眠性指導（坂上 明乃、篠原 美咲）
- メガネnoメガミ(胡桃沢 瞳)
- じょしラク!(白銀 さくら)
- 妖魔娼館へようこそ♡(マリ、ユリ)
- 千鶴ちゃん開発日記 (椎名 千鶴)
- 母乳ちゃんは射(だ)したい(桜沢　ともみ)
- 異世界ヤリサー（キリエ/ユリィ）
- 僕にセフレが出来た理由 ＃3＃4＃5（小春）
- 同級生リメイク THE ANIMATION（黒川 さとみ）
- キミはやさしく寝取られる THE ANIMATION（稲美 璃央）
- 聖華女学院公認竿おじさん(加藤 美桜）
- 孕ませ屋 THE ANIMATION #1(須藤 緑）
- バブルdeハウスde◯◯◯ THE ANIMATION（森下 凪咲）
- この恋に気づいて THE ANIMATION(辻中 みほ）
- 野々原柚花のヒミツのハイシン（野々原 柚花）

### PCゲーム

#### 2017年
- 催眠学園2年生（近里 さやか）
- あぶのーまるらば～ず

#### 2018年
- 催眠学園1年生（近里 さやか[1]）
- ラズベリーキューブ（狩野 みなと）[3]
- えろぼいす! Hなボイスでいちゃラブサクセス♪（武者 真澄）

#### 2019年
- イブニクル2（ジェンス）
- 催眠術4（楠木 翼）
- リアライブ（祭矢 みなと）[4]
- ガールズ・ブック・メイカー-幸せのリブレット-（マッチ）
- 姉あそび!～サポごっこでスキンシップ～（笹森 美知留）
- お兄ちゃん、朝までずっとギュッてして!夜までもっとエッチして!
- 異世界娘発情中～俺のアレをハムハムしまくり!?～（クロロウルード・アーバン・ダーテ）
- 自爆カノジョ～彼女は隠れて身悶える～（天江 亜沙）

#### 2020年
- 風雷戦姫 神夢（紅鳶）
- 巨乳でエッチなお姉ちゃん達が僕のチ○ポを24時間離してくれない!（真宙）
- 創神のアルスマグナ（キュベ）
- 白詰指輪～四つ娘の花嫁 俺、全員選びました～（花ノ宮 四花）[5]
- Petrichor-ペトリコール-（白川 灯里[1]）
- 緊縛性奴会長～カレに知られたワタシの秘密～（谷 静弓）
- ガールズ・ブック・メイカー-グリムと3人のお姫さま-3（マッチ）
- 現実が見えてきたので少女を愛するのを辞めました。（愛宮 碧）
- BETA-SIXDOUZE（アントワーヌ・ド・サガン）
- 極限痴漢特異点（賀茂 伊澄）
- 青春フラジャイル（不破 ゆら）[6]
- ドーナドーナ いっしょにわるいことをしよう（槇 環）[7]
- 隷嬢管理棟 ～制服少女たちの搾乳隷属記～（針生 倫子）[8]

#### 2021年
- 同級生リメイク（黒川 さとみ）[9]
- 閃鋼のクラリアス（立花 八雲）[10]
- 源平繚乱絵巻 -GIKEI-（源 義高）[11]
- 女勇者と幻想カジノ 〜求む亜人巨乳美人ギャンブラー〜（クレア・ド・フリーマン=ミットフォード）
- 催眠学習 Secret Desire（藤井 なつき）
- 流星ワールドアクター Badge & Dagger（朝倉 ながれ）
- 姉姉Z催眠～スマホ催眠装置で爆乳姉共に催眠調教、鬼畜寝取りで孕ませてやる!～（成宮 真琴[12]）
- Role player:小粥姉妹の粘膜ポトレ ぐりぐちゃLIVE!（小粥 莉瑠[13]）
- 創作彼女の恋愛公式（雪妃 エリカ）[14]
- ねぇねぇ姉（高鷲 佳伽）[15]
- クナド国記（双葉 茜）

#### 2022年
- VenusBlood Savior（トゥリン・マナフィリス）
- 爆乳ナース調教 ～夜姦シフト悦楽カルテ～（大城橋 立夏）[16]
- ホームメイドスイートピー（秋野 茉莉花）
- はるみの ひやけあと（戸瀬 晴美）
- ROOMガール（アイドルタイプB）[17]
- ガールズフランティッククラン（二条 十和）[18]
- バブルdeハウスde○○○ 〜お風呂メーカーのショールームがシェアハウスで…〜（森下 凪咲）

#### 2023年
- リアルエロゲシチュエーション！DT（笠間 陽菜乃）
- GAMMA DIMENSION ～ALPHA&BETA FAN DISK～（アントワーヌ・ド・サガン[19]）
- FLIP＊FLOP ～RAMBLING OVERRUN～(月ヶ丘藍)
- ガルドマ -女子寮の管理人-（秋島 ひより[20]）
- 俺の瞳で丸裸! 不可知な未来と視透かす運命(竜宮 穂紫[21])
- コイバナ恋愛（春風 めぐり）[22]
- 侵蝕（羽宮 つかさ）[23]
- 八剱伝（新治 千種）
- 艶嬢学園 ～【炎上女子】を指導せよ！～ (雨ヶ谷 ミツハ)
- 神聖昂燐エストランジェ[注釈 1]

#### 2024年
- はじめるセカイの理想論 -goodbye world index-（綾月 ハルカ[25]）
- ガルドマ -女子寮の管理人- After（秋島 ひより）
- GEARS of DRAGOON 3 ～竜刻のレガリア～（リム）
- ラブピカルポッピー!（漆原 綾子）
- スカイコード（漆月 雫）
- オトメ世界の歩き方（藤堂 リン）
- 搾らレンカレ契約 働く大人のお姉さんとHなレンタル彼氏性活（五宮 華音）
- 夏への方舟I（高萩 美玖）
- 夏への方舟II（高萩 美玖）
- 小悪魔ナースのいたずらカルテ -看護師彼女との同棲生活-（美海 まな）
- カノジョの親友にカラダで誘惑されるヒミツの関係（勅使河原 琴音）
- 神楽新風記～愛莉の章～（篠宮愛莉）
- リップリップルズ（マツリ[26]）
- 悲鳴 -地下室に囚われた11人-（チャオ・メイファン[27]）
- ボクをほっとけない二人のギャル(水端 ひなれ[28])

#### 2025年
- 夏への方舟III（高萩 美玖）
- おっぱいでかいナースとイチャコラエロ×2入院生活!?（紅林 凛音[29]）
- 巨乳ファンタジー5 〜王子リーン〜（ジルグント[30]）
- Venus Blood VALKYRIE（スズリ、ディオネア）
- ハッピーウィークエンド（花咲 小春）
- 宿りし乙女の誓いと魔法（三栗 茶実）

### 一般向けゲーム
- 星と乙女が占う未来（冬馬 莉乃[31]）
- 同級生リメイクCSver（黒川 さとみ）[32]

### ブラウザ/オンラインゲーム
- 雀娘てんぱい!（神部 ほなみ、長月 れいこ、古屋敷 めいり、マルキウス、一條 まなみ）
- 宝石姫（レモンクォーツ、辰砂、ドラゴンアゲート）
- 電脳天使ジブリール（プリンシパリティ）
- 戦乱プリンセス（武田 信義、板額御前、霧隠 才蔵、尼子 義久）
- にじげんカノジョ（丸山 円）
- オトギフロンティア（与一、ジョゼフィーヌ、シナツ、セプテム、ショコラ・デセール、ブラウト、呂布、ジバル、ノア）
- メモリア〜戦場のエレクトロガール〜（ルナール）
- 凍京NECRO（六条 花枝）
- 対魔忍RPG（井河 アサギ）
- 巨神と誓女（アシエル、ヴードゥー、スペード・クイーン、ユルユル）
- 天穹ノ彼方の錬星郷（水無瀬 朱音）
- 超昂大戦 エスカレーションヒロインズ（エスカ・ルビー / 園崎 あかり[33]、ビートブラスト・アサギ / 井河 アサギ[34]）
- アイ・アム・マジカミ（インウィディア・ザ・エンヴィー）
- エデンズリッターグレンツェ（本田飛鳥[35]）
- スイートホームメイド（佐久間 凪）
- エンジェリックリンク（セアル）
- 虚無と夢幻のフラグメント（鬼橋 紫陽花）

### 同人ゲーム
- 悪女の栄冠（羽月 芽衣子）
- シュヴァリエ・ヒストリエ（ジャンヌ）

### 音声作品
- 楓子ちゃんとお部屋でふたりきり～恋に不器用な幼馴染にからかわれまくって、甘々エッチしちゃうまで～(楓子)
- 妹とあま～く蕩ける天使のロリ声耳舐めエッチ♪(結城 加奈)
- ロリエルフのお姫様は主様が大ちゅき♪あまあま搾精性活♪(リーフィ・リ・リヴィア)
- 狩野みなとはおねだり上手なちゅきちゅきご奉仕わんこちゃん♪(狩野 みなと)
- 催眠でアイドル声優に下品な媚び媚びメイドご奉仕させるお話(朝比奈 芽衣)

### ラジオ
- リリスラジオ メインパーソナリティ(81回以降-)
- ぴょんぽこらじお メインパーソナリティ

### イベント
- 小波すずと蒼乃むすびのそれいけっ！むすずちゃん学園１~参観日のおじかんです~